# Tylna Góra
Tylna Góra, na niektórych mapach Zagórze (niem. Hinterberg, 625 m n.p.m.) – szczyt w Karkonoszach, w obrębie Lasockiego Grzbietu.
Położony jest we wschodniej części Lasockiego Grzbietu, między Miszkowicami na północy a Opawą na południu.
Zbudowany ze skał metamorficznych wschodniej osłony granitu karkonoskiego – gnejsów i amfibolitów.
Jest całkowicie odsłonięty.